# فرانز هيسيل
فرانز هيسيل (بالألمانية: Franz Hessel)‏ (و. 1880 – 1941 م) هو كاتب، ولغوي، ومترجم ألماني، ولد في شتتين، توفي عن عمر يناهز 61 عاماً.

## روابط خارجية
- فرانز هيسيل على موقع ميوزك برينز (الإنجليزية)
- فرانز هيسيل على موقع ديسكوغز (الإنجليزية)